# Charmaine Gilgeous
Charmaine Ann Marie Gilgeous (ur. 17  grudnia 1971) – lekkoatletka, pochodząca z Antigui i Barbudy, specjalizująca się w biegach sprinterskich.
Reprezentowała swój kraj w biegu na 400 metrów na Letnich Igrzyskach Olimpijskich 1992, zajmując 5. miejsce w swoim biegu eliminacyjnym i nie awansując do ćwierćfinałów.